# Temu
Temu (/ˈtiːmuː/ ⓘ TEE-moo) là một thị trường trực tuyến của công ty thương mại điện tử Trung Quốc PDD Holdings điều hành. Sàn này chuyên bán hàng tiêu dùng giảm giá được vận chuyển trực tiếp từ Trung Quốc.